# Cellefrouin
Cellefrouin é uma comuna francesa na região administrativa da Nova Aquitânia, no departamento de Charente. Estende-se por uma área de 40,09 km². Em 2010 a comuna tinha 574 habitantes (densidade: 14,3 hab./km²).